# Fanny Munró
Francisca Joyce Munró, conocida como Fanny Munró, (Lisboa, 10 de febrero de 1846 - Lisboa, 1926) fue una pintora portuguesa de ascendencia escocesa e irlandesa.

## Biografía
Nacida en Lisboa, parroquia de Encarnação, en Rua da Emenda, el 10 de febrero de 1846, Francisca Joyce Munró era hija de María José Peters Joyce Munró y de Charles Alexander Munró, ambos descendientes de familias escocesas e irlandesas emigradas en Portugal, siendo la mayor de los cuatro hijos de la pareja. Francisca, llamada por su familia y conocida como Fanny, pronto mostró su talento para las bellas artes, la literatura y el teatro, habiendo participado en algunas obras de teatro, recitales y veladas de la sociedad de lisboeta de finales del siglo XIX y principios del XX. Era habitual que aparecieran en prensa los eventos en los que Munró y sus hermanas participan con personajes de la alta sociedad como José Pessanha, Josefa García Greno, José Malhoa y Columbano Bordalo Pinheiro, quien la retrató en un pequeño cuadro en 1898.
Apoyada por su familia, se convirtió en discípula del pintor António da Silva Porto y comenzó a exhibir sus obras naturalistas en 1887, cuando participó en la XIV Exposición de la Sociedade Promotora das Belas Artes con cuatro pinturas de paisajes y naturalezas muertas. En los años siguientes, continuó desarrollando su obra, exponiendo en diversas galerías, salones y concursos artísticos, como la Exposición Industrial (1888), la Exposición de Aficionados (1891), las cuatro primeras ediciones de la Sociedade de Belas Artes (1901 - 1904) y en al menos ocho de las primeras ediciones de la Exposición Grémio Artístico (1891 - 1898), habiendo recibido menciones honoríficas, en la sexta edición, así como elogios, a lo largo de los años, sobre sus obras y evolución constante, en los artículos publicados en las revistas y periódicos portugueses O Ocidental, Arte Portugueza y la Ilustração Portugueza o incluso en revistas luso-brasileñas como Atlântida y Brasil-Portugal, entre muchos otros, así como en la crítica de los periodistas Fialho de Almeida y Evaristo Cândido Monteiro Ramalho, hermano del pintor António Monteiro Ramalho.
En 1900, Fanny Munró participó en la delegación de artistas portugueses que exhibieron sus obras en la exposición más grande del mundo en ese momento, la Exposición Universal de París. Trágicamente, todas las obras que se presentaron fueron en el mismo barco, el Saint-André, que se hundió en el viaje de vuelta, cerca de Sagres.
Tras la muerte de su padre y de que su hermano Carlos emigrara a Brasil, Munró y su hermana Cristina se mudaron al Palacio Anjos en Restauradores, donde vivía su hermana Alice, casada con Policarpo Pecquet Ferreira dos Anjos, filántropo par del reino, empresario de gran fortuna y propietario del famoso chalé de Miramar, en Algés, donde pasaban sus vacaciones, y de los palacios de Anjos en Príncipe Real y Restauradores. En esta misma casa, Munro creó su propio estudio y comenzó a desarrollar un nuevo tema en sus obras, los paisajes marítimos. Según los registros de la época, se había enamorado locamente de Filipe de Andrade, quien, a pesar de no pertenecer a la alta sociedad, era un joven culto y apasionado tanto por el arte de la pintura y poesía como de la propia Munró. A pesar de intercambiar cartas casi a diario, un día no recibió respuesta de su amante y, tras un período de espera que implicó una discreta investigación por parte de su familia, descubrió a través de los periódicos de la época que Filipe había sido hallado misteriosamente ahogado en el río Tajo. Disgustada, Munró se retiró brevemente de la vida pública y nunca llegó a casarse.
Posteriormente y nuevamente dedicada a la pintura, Munró volvió a exponer tanto de manera colectiva como individual como en la Exposição de Arte Colectiva En Oporto (1908), VIII Exposição da Sociedade de Belas Artes (1910), XI Exposição da Sociedade de Belas Artes (1914), la 4ª Exposição de Aguarela, Desenho e Miniatura, (1918) y la XX Exposição da Sociedade de Belas Artes (1923), donde fue premiada con una mención honorífica en la categoría de pintura al óleo, entre otras.
Falleció en 1926, en Lisboa.

## Legado
Durante su vida, Munro compró y recibió como ofrenda varias obras de artistas portugueses, habiendo donado gran parte de su colección de arte en vida a diversas instituciones y espacios museísticos, como las obras de Miguel Ângelo Lupi expuestas en el Museo del Chiado.